# Mornen noir
Le mornen noir est une variété de raisin utilisé pour le vin rouge français qui poussait autrefois à la fois dans les régions du Rhône et de la Loire, mais qui est aujourd'hui uniquement limité à des plantations autour de la commune de Chavanay.

## Origine
On pensait généralement, autrefois, que ce cépage poussait en Hongrie (ce qui est sans doute à l'origine de son autre appellation de goulja noir, du nom kazakh de Ghulja, une ancienne capitale turco-mongole d'Asie centrale), sous les appellations de kékmedoc et médoc noir, mais des analyses génétiques ont confirmé qu'il s'agit de deux variétés différentes, et la variété hongroise est maintenant connue sous le nom de menoir. Les études de l'ADN ont également révélé une possible relation de parenté du mornen noir avec le chasselas. Il a même été supposé qu'il est une mutation du chasselas lui ayant donné sa couleur sombre. Les ampélographes ont prouvé qu'il ne s'agit pas d'une mutation de couleur, et la relation exacte avec le chasselas n'a pas encore été déterminée.
Le nom mornen est un dérivé du nom de la commune de Mornant.
Quasiment disparu, il est réhabilité en 2011 dans la vallée du Gier.

## Synonymes
Le mornen noir est connu sous les noms de:
- Chasselas noir
- Goulu noir
- Gulja noir
- Ljali surh
- Medoc noir
- Montruchon (en Savoie)
- Mornant (dans le Rhône)
- Mornen
- Mornen nero
- Mornerain
- Mornerain noir (dans la Loire)
- Mornerein
- Perrier noir